# David Scott Stone
Pour les articles homonymes, voir David Stone.
David Scott Stone, né à Sun Valley, est un musicien américain.
Il a enregistré et tourné avec des artistes comme Unwound, Fantômas, The Locust, Jello Biafra, Keiji Haino ou entre autres Mike Patton, mais est surtout connu comme bassiste de The Melvins. 
Ancien membre de LCD Soundsystem, il se produit régulièrement à The Smell (en), une salle de musique de Los Angeles. Il a également été membre de Slug (1993-1996) et est membre fondateur de Get Hustle (1996-2000).

## Biographie

### Avec The Melvins
Il enregistre avec le groupe les albums Honky, Hostile Ambient Takeover et Pigs of the Roman Empire comme guitariste et bassiste, mais y joue aussi des cymbales à archet, des oscillateurs, des synthés analogiques et des instruments qu'il a construits tels que le Electric Thundersheet et le Electric Long Thin Wire,. 
Il tourne aussi avec le groupe comme deuxième guitariste/bruiteur de 2000 à 2001 et joue de nouveau de la guitare basse avec eux de 2004 à 2006 en faisant des concerts avec Jello Biafra, Fantômas et Melvins Big Band. Il a également joué des musiques live pour les films de Cameron Jamie au Centre Pompidou en France, au Royce Hall (en) ainsi qu'à la Whitney Biennial 2006.